# Världsmästerskapet i schack 1957
Världsmästerskapet i schack 1957 var en titelmatch mellan den regerande världsmästaren Michail Botvinnik och utmanaren Vasilij Smyslov. Den spelades i Moskva mellan den 5 mars och 27 april 1957. Matchen spelades över 24 partier och slutade med att Smyslov blev ny världsmästare.
Det var en övertygande seger för Smyslov med 6 vunna partier mot 3 för Botvinnik. Smyslov var väl förberedd i öppningarna och spelade snabbt medan Botvinnik hamnade i tidsnöd flera gånger. Smyslov analyserade också de avbrutna partierna väl med sina sekundanter och räddade ett par svåra ställningar.

## Kvalificering till titelmatchen
Kvalificeringen till titelmatchen skedde i flera steg, från zonturneringar till en interzonturnering till en kandidatturnering.

### Interzonturneringen
Interzonturneringen med 21 deltagare spelades i Göteborg mellan den 15 augusti och 21 september 1955. De nio första kvalificerade sig för kandidatturneringen.
Turneringen vanns av David Bronstein med 15 poäng på 20 ronder. Övriga kvalificerade var sovjeterna Paul Keres, Tigran Petrosian, Jefim Geller och Boris Spasskij, argentinarna Oscar Panno och Herrmann Pilnik, ungraren László Szabó samt tjeckoslovaken Miroslav Filip.
Gideon Ståhlberg slutade på sjuttonde plats.
Utöver dessa nio var Vasilij Smyslov, som förlorare av titelmatchen 1954, direktkvalificerad till kandidatturneringen.

### Kandidatturneringen
Kandidatturneringen med tio deltagare spelades i Amsterdam under 5 veckor mellan den 27 mars och 30 april 1956. Alla mötte alla två gånger, totalt 18 ronder.
Precis som 1953 vann Vasilij Smyslov. Efter första halvan låg Smyslov på fjärde plats men i den andra spurtade han sig till en klar seger, en och en halv poäng före Keres. Ungraren Szabó var den ende som kunde hota de sovjetiska spelarna.
| Placering | Spelare          | 1   | 2   | 3   | 4   | 5   | 6   | 7   | 8   | 9   | 10  | Poäng |
| --------- | ---------------- | --- | --- | --- | --- | --- | --- | --- | --- | --- | --- | ----- |
| 1         | Vasilij Smyslov  |     | ½ ½ | ½ ½ | 0 ½ | ½ ½ | ½ 1 | 1 1 | ½ 1 | 1 ½ | ½ 1 | 11½   |
| 2         | Paul Keres       | ½ ½ |     | ½ ½ | ½ ½ | ½ ½ | ½ 1 | ½ ½ | ½ 0 | 1 ½ | 1 ½ | 10    |
| 3–7       | \|László Szabó   | ½ ½ | ½ ½ |     | 1 ½ | ½ ½ | ½ ½ | ½ 1 | 0 ½ | ½ ½ | 0 1 | 9½    |
| 3–7       | \|Boris Spasskij | 1 ½ | ½ ½ | 0 ½ |     | ½ ½ | ½ 1 | 0 ½ | ½ ½ | ½ ½ | ½ 1 | 9½    |
| 3–7       | Tigran Petrosian | ½ ½ | ½ ½ | ½ ½ | ½ ½ |     | 0 ½ | 0 1 | 1 ½ | ½ ½ | 1 ½ | 9½    |
| 3–7       | David Bronstein  | ½ 0 | ½ 0 | ½ ½ | ½ 0 | 1 ½ |     | ½ 1 | 1 ½ | ½ ½ | ½ 1 | 9½    |
| 3–7       | Jefim Geller     | 0 0 | ½ ½ | ½ 0 | 1 ½ | 1 0 | ½ 0 |     | 1 1 | ½ 1 | 1 ½ | 9½    |
| 8–9       | Miroslav Filip   | ½ 0 | ½ 1 | 1 ½ | ½ ½ | 0 ½ | 0 ½ | 0 0 |     | 1 0 | ½ 1 | 8     |
| 8–9       | Oscar Panno      | 0 ½ | 0 ½ | ½ ½ | ½ ½ | ½ ½ | ½ ½ | ½ 0 | 0 1 |     | 1 ½ | 8     |
| 10        | Hermann Pilnik   | ½ 0 | 0 ½ | 1 0 | ½ 0 | 0 ½ | ½ 0 | 0 ½ | ½ 0 | 0 ½ |     | 5     |

## Regler
Titelmatchen spelades som bäst av 24 partier. Vid ett oavgjort resultat (12–12) behöll den regerande mästaren titeln.
Gideon Ståhlberg var överdomare i matchen.

## Resultat
| Namn              | Parti | Parti | Parti | Parti | Parti | Parti | Parti | Parti | Parti | Parti | Parti | Parti | Parti | Parti | Parti | Parti | Parti | Parti | Parti | Parti | Parti | Parti | Poäng |
| Namn              | 1     | 2     | 3     | 4     | 5     | 6     | 7     | 8     | 9     | 10    | 11    | 12    | 13    | 14    | 15    | 16    | 17    | 18    | 19    | 20    | 21    | 22    | Poäng |
| ----------------- | ----- | ----- | ----- | ----- | ----- | ----- | ----- | ----- | ----- | ----- | ----- | ----- | ----- | ----- | ----- | ----- | ----- | ----- | ----- | ----- | ----- | ----- | ----- |
| Michail Botvinnik | 0     | ½     | ½     | 1     | 1     | 0     | ½     | 0     | ½     | ½     | ½     | 0     | 1     | ½     | ½     | ½     | 0     | ½     | ½     | 0     | ½     | ½     | 9½    |
| Vasilij Smyslov   | 1     | ½     | ½     | 0     | 0     | 1     | ½     | 1     | ½     | ½     | ½     | 1     | 0     | ½     | ½     | ½     | 1     | ½     | ½     | 1     | ½     | ½     | 12½   |

## Partier
|   | a | b | c | d | e | f | g | h |   |
| 8 | e6 svart bonde · f6 svart löpare · g6 svart bonde · h6 svart kung · a5 svart bonde · d5 svart bonde · f5 svart bonde · d4 vit bonde · f4 vit bonde · h4 vit bonde · b3 vit bonde · c3 svart bonde · e3 vit bonde · h3 vit kung · a2 vit bonde · e1 vit springare | e6 svart bonde · f6 svart löpare · g6 svart bonde · h6 svart kung · a5 svart bonde · d5 svart bonde · f5 svart bonde · d4 vit bonde · f4 vit bonde · h4 vit bonde · b3 vit bonde · c3 svart bonde · e3 vit bonde · h3 vit kung · a2 vit bonde · e1 vit springare | e6 svart bonde · f6 svart löpare · g6 svart bonde · h6 svart kung · a5 svart bonde · d5 svart bonde · f5 svart bonde · d4 vit bonde · f4 vit bonde · h4 vit bonde · b3 vit bonde · c3 svart bonde · e3 vit bonde · h3 vit kung · a2 vit bonde · e1 vit springare | e6 svart bonde · f6 svart löpare · g6 svart bonde · h6 svart kung · a5 svart bonde · d5 svart bonde · f5 svart bonde · d4 vit bonde · f4 vit bonde · h4 vit bonde · b3 vit bonde · c3 svart bonde · e3 vit bonde · h3 vit kung · a2 vit bonde · e1 vit springare | e6 svart bonde · f6 svart löpare · g6 svart bonde · h6 svart kung · a5 svart bonde · d5 svart bonde · f5 svart bonde · d4 vit bonde · f4 vit bonde · h4 vit bonde · b3 vit bonde · c3 svart bonde · e3 vit bonde · h3 vit kung · a2 vit bonde · e1 vit springare | e6 svart bonde · f6 svart löpare · g6 svart bonde · h6 svart kung · a5 svart bonde · d5 svart bonde · f5 svart bonde · d4 vit bonde · f4 vit bonde · h4 vit bonde · b3 vit bonde · c3 svart bonde · e3 vit bonde · h3 vit kung · a2 vit bonde · e1 vit springare | e6 svart bonde · f6 svart löpare · g6 svart bonde · h6 svart kung · a5 svart bonde · d5 svart bonde · f5 svart bonde · d4 vit bonde · f4 vit bonde · h4 vit bonde · b3 vit bonde · c3 svart bonde · e3 vit bonde · h3 vit kung · a2 vit bonde · e1 vit springare | e6 svart bonde · f6 svart löpare · g6 svart bonde · h6 svart kung · a5 svart bonde · d5 svart bonde · f5 svart bonde · d4 vit bonde · f4 vit bonde · h4 vit bonde · b3 vit bonde · c3 svart bonde · e3 vit bonde · h3 vit kung · a2 vit bonde · e1 vit springare | 8 |
| 7 | e6 svart bonde · f6 svart löpare · g6 svart bonde · h6 svart kung · a5 svart bonde · d5 svart bonde · f5 svart bonde · d4 vit bonde · f4 vit bonde · h4 vit bonde · b3 vit bonde · c3 svart bonde · e3 vit bonde · h3 vit kung · a2 vit bonde · e1 vit springare | e6 svart bonde · f6 svart löpare · g6 svart bonde · h6 svart kung · a5 svart bonde · d5 svart bonde · f5 svart bonde · d4 vit bonde · f4 vit bonde · h4 vit bonde · b3 vit bonde · c3 svart bonde · e3 vit bonde · h3 vit kung · a2 vit bonde · e1 vit springare | e6 svart bonde · f6 svart löpare · g6 svart bonde · h6 svart kung · a5 svart bonde · d5 svart bonde · f5 svart bonde · d4 vit bonde · f4 vit bonde · h4 vit bonde · b3 vit bonde · c3 svart bonde · e3 vit bonde · h3 vit kung · a2 vit bonde · e1 vit springare | e6 svart bonde · f6 svart löpare · g6 svart bonde · h6 svart kung · a5 svart bonde · d5 svart bonde · f5 svart bonde · d4 vit bonde · f4 vit bonde · h4 vit bonde · b3 vit bonde · c3 svart bonde · e3 vit bonde · h3 vit kung · a2 vit bonde · e1 vit springare | e6 svart bonde · f6 svart löpare · g6 svart bonde · h6 svart kung · a5 svart bonde · d5 svart bonde · f5 svart bonde · d4 vit bonde · f4 vit bonde · h4 vit bonde · b3 vit bonde · c3 svart bonde · e3 vit bonde · h3 vit kung · a2 vit bonde · e1 vit springare | e6 svart bonde · f6 svart löpare · g6 svart bonde · h6 svart kung · a5 svart bonde · d5 svart bonde · f5 svart bonde · d4 vit bonde · f4 vit bonde · h4 vit bonde · b3 vit bonde · c3 svart bonde · e3 vit bonde · h3 vit kung · a2 vit bonde · e1 vit springare | e6 svart bonde · f6 svart löpare · g6 svart bonde · h6 svart kung · a5 svart bonde · d5 svart bonde · f5 svart bonde · d4 vit bonde · f4 vit bonde · h4 vit bonde · b3 vit bonde · c3 svart bonde · e3 vit bonde · h3 vit kung · a2 vit bonde · e1 vit springare | e6 svart bonde · f6 svart löpare · g6 svart bonde · h6 svart kung · a5 svart bonde · d5 svart bonde · f5 svart bonde · d4 vit bonde · f4 vit bonde · h4 vit bonde · b3 vit bonde · c3 svart bonde · e3 vit bonde · h3 vit kung · a2 vit bonde · e1 vit springare | 7 |
| 6 | e6 svart bonde · f6 svart löpare · g6 svart bonde · h6 svart kung · a5 svart bonde · d5 svart bonde · f5 svart bonde · d4 vit bonde · f4 vit bonde · h4 vit bonde · b3 vit bonde · c3 svart bonde · e3 vit bonde · h3 vit kung · a2 vit bonde · e1 vit springare | e6 svart bonde · f6 svart löpare · g6 svart bonde · h6 svart kung · a5 svart bonde · d5 svart bonde · f5 svart bonde · d4 vit bonde · f4 vit bonde · h4 vit bonde · b3 vit bonde · c3 svart bonde · e3 vit bonde · h3 vit kung · a2 vit bonde · e1 vit springare | e6 svart bonde · f6 svart löpare · g6 svart bonde · h6 svart kung · a5 svart bonde · d5 svart bonde · f5 svart bonde · d4 vit bonde · f4 vit bonde · h4 vit bonde · b3 vit bonde · c3 svart bonde · e3 vit bonde · h3 vit kung · a2 vit bonde · e1 vit springare | e6 svart bonde · f6 svart löpare · g6 svart bonde · h6 svart kung · a5 svart bonde · d5 svart bonde · f5 svart bonde · d4 vit bonde · f4 vit bonde · h4 vit bonde · b3 vit bonde · c3 svart bonde · e3 vit bonde · h3 vit kung · a2 vit bonde · e1 vit springare | e6 svart bonde · f6 svart löpare · g6 svart bonde · h6 svart kung · a5 svart bonde · d5 svart bonde · f5 svart bonde · d4 vit bonde · f4 vit bonde · h4 vit bonde · b3 vit bonde · c3 svart bonde · e3 vit bonde · h3 vit kung · a2 vit bonde · e1 vit springare | e6 svart bonde · f6 svart löpare · g6 svart bonde · h6 svart kung · a5 svart bonde · d5 svart bonde · f5 svart bonde · d4 vit bonde · f4 vit bonde · h4 vit bonde · b3 vit bonde · c3 svart bonde · e3 vit bonde · h3 vit kung · a2 vit bonde · e1 vit springare | e6 svart bonde · f6 svart löpare · g6 svart bonde · h6 svart kung · a5 svart bonde · d5 svart bonde · f5 svart bonde · d4 vit bonde · f4 vit bonde · h4 vit bonde · b3 vit bonde · c3 svart bonde · e3 vit bonde · h3 vit kung · a2 vit bonde · e1 vit springare | e6 svart bonde · f6 svart löpare · g6 svart bonde · h6 svart kung · a5 svart bonde · d5 svart bonde · f5 svart bonde · d4 vit bonde · f4 vit bonde · h4 vit bonde · b3 vit bonde · c3 svart bonde · e3 vit bonde · h3 vit kung · a2 vit bonde · e1 vit springare | 6 |
| 5 | e6 svart bonde · f6 svart löpare · g6 svart bonde · h6 svart kung · a5 svart bonde · d5 svart bonde · f5 svart bonde · d4 vit bonde · f4 vit bonde · h4 vit bonde · b3 vit bonde · c3 svart bonde · e3 vit bonde · h3 vit kung · a2 vit bonde · e1 vit springare | e6 svart bonde · f6 svart löpare · g6 svart bonde · h6 svart kung · a5 svart bonde · d5 svart bonde · f5 svart bonde · d4 vit bonde · f4 vit bonde · h4 vit bonde · b3 vit bonde · c3 svart bonde · e3 vit bonde · h3 vit kung · a2 vit bonde · e1 vit springare | e6 svart bonde · f6 svart löpare · g6 svart bonde · h6 svart kung · a5 svart bonde · d5 svart bonde · f5 svart bonde · d4 vit bonde · f4 vit bonde · h4 vit bonde · b3 vit bonde · c3 svart bonde · e3 vit bonde · h3 vit kung · a2 vit bonde · e1 vit springare | e6 svart bonde · f6 svart löpare · g6 svart bonde · h6 svart kung · a5 svart bonde · d5 svart bonde · f5 svart bonde · d4 vit bonde · f4 vit bonde · h4 vit bonde · b3 vit bonde · c3 svart bonde · e3 vit bonde · h3 vit kung · a2 vit bonde · e1 vit springare | e6 svart bonde · f6 svart löpare · g6 svart bonde · h6 svart kung · a5 svart bonde · d5 svart bonde · f5 svart bonde · d4 vit bonde · f4 vit bonde · h4 vit bonde · b3 vit bonde · c3 svart bonde · e3 vit bonde · h3 vit kung · a2 vit bonde · e1 vit springare | e6 svart bonde · f6 svart löpare · g6 svart bonde · h6 svart kung · a5 svart bonde · d5 svart bonde · f5 svart bonde · d4 vit bonde · f4 vit bonde · h4 vit bonde · b3 vit bonde · c3 svart bonde · e3 vit bonde · h3 vit kung · a2 vit bonde · e1 vit springare | e6 svart bonde · f6 svart löpare · g6 svart bonde · h6 svart kung · a5 svart bonde · d5 svart bonde · f5 svart bonde · d4 vit bonde · f4 vit bonde · h4 vit bonde · b3 vit bonde · c3 svart bonde · e3 vit bonde · h3 vit kung · a2 vit bonde · e1 vit springare | e6 svart bonde · f6 svart löpare · g6 svart bonde · h6 svart kung · a5 svart bonde · d5 svart bonde · f5 svart bonde · d4 vit bonde · f4 vit bonde · h4 vit bonde · b3 vit bonde · c3 svart bonde · e3 vit bonde · h3 vit kung · a2 vit bonde · e1 vit springare | 5 |
| 4 | e6 svart bonde · f6 svart löpare · g6 svart bonde · h6 svart kung · a5 svart bonde · d5 svart bonde · f5 svart bonde · d4 vit bonde · f4 vit bonde · h4 vit bonde · b3 vit bonde · c3 svart bonde · e3 vit bonde · h3 vit kung · a2 vit bonde · e1 vit springare | e6 svart bonde · f6 svart löpare · g6 svart bonde · h6 svart kung · a5 svart bonde · d5 svart bonde · f5 svart bonde · d4 vit bonde · f4 vit bonde · h4 vit bonde · b3 vit bonde · c3 svart bonde · e3 vit bonde · h3 vit kung · a2 vit bonde · e1 vit springare | e6 svart bonde · f6 svart löpare · g6 svart bonde · h6 svart kung · a5 svart bonde · d5 svart bonde · f5 svart bonde · d4 vit bonde · f4 vit bonde · h4 vit bonde · b3 vit bonde · c3 svart bonde · e3 vit bonde · h3 vit kung · a2 vit bonde · e1 vit springare | e6 svart bonde · f6 svart löpare · g6 svart bonde · h6 svart kung · a5 svart bonde · d5 svart bonde · f5 svart bonde · d4 vit bonde · f4 vit bonde · h4 vit bonde · b3 vit bonde · c3 svart bonde · e3 vit bonde · h3 vit kung · a2 vit bonde · e1 vit springare | e6 svart bonde · f6 svart löpare · g6 svart bonde · h6 svart kung · a5 svart bonde · d5 svart bonde · f5 svart bonde · d4 vit bonde · f4 vit bonde · h4 vit bonde · b3 vit bonde · c3 svart bonde · e3 vit bonde · h3 vit kung · a2 vit bonde · e1 vit springare | e6 svart bonde · f6 svart löpare · g6 svart bonde · h6 svart kung · a5 svart bonde · d5 svart bonde · f5 svart bonde · d4 vit bonde · f4 vit bonde · h4 vit bonde · b3 vit bonde · c3 svart bonde · e3 vit bonde · h3 vit kung · a2 vit bonde · e1 vit springare | e6 svart bonde · f6 svart löpare · g6 svart bonde · h6 svart kung · a5 svart bonde · d5 svart bonde · f5 svart bonde · d4 vit bonde · f4 vit bonde · h4 vit bonde · b3 vit bonde · c3 svart bonde · e3 vit bonde · h3 vit kung · a2 vit bonde · e1 vit springare | e6 svart bonde · f6 svart löpare · g6 svart bonde · h6 svart kung · a5 svart bonde · d5 svart bonde · f5 svart bonde · d4 vit bonde · f4 vit bonde · h4 vit bonde · b3 vit bonde · c3 svart bonde · e3 vit bonde · h3 vit kung · a2 vit bonde · e1 vit springare | 4 |
| 3 | e6 svart bonde · f6 svart löpare · g6 svart bonde · h6 svart kung · a5 svart bonde · d5 svart bonde · f5 svart bonde · d4 vit bonde · f4 vit bonde · h4 vit bonde · b3 vit bonde · c3 svart bonde · e3 vit bonde · h3 vit kung · a2 vit bonde · e1 vit springare | e6 svart bonde · f6 svart löpare · g6 svart bonde · h6 svart kung · a5 svart bonde · d5 svart bonde · f5 svart bonde · d4 vit bonde · f4 vit bonde · h4 vit bonde · b3 vit bonde · c3 svart bonde · e3 vit bonde · h3 vit kung · a2 vit bonde · e1 vit springare | e6 svart bonde · f6 svart löpare · g6 svart bonde · h6 svart kung · a5 svart bonde · d5 svart bonde · f5 svart bonde · d4 vit bonde · f4 vit bonde · h4 vit bonde · b3 vit bonde · c3 svart bonde · e3 vit bonde · h3 vit kung · a2 vit bonde · e1 vit springare | e6 svart bonde · f6 svart löpare · g6 svart bonde · h6 svart kung · a5 svart bonde · d5 svart bonde · f5 svart bonde · d4 vit bonde · f4 vit bonde · h4 vit bonde · b3 vit bonde · c3 svart bonde · e3 vit bonde · h3 vit kung · a2 vit bonde · e1 vit springare | e6 svart bonde · f6 svart löpare · g6 svart bonde · h6 svart kung · a5 svart bonde · d5 svart bonde · f5 svart bonde · d4 vit bonde · f4 vit bonde · h4 vit bonde · b3 vit bonde · c3 svart bonde · e3 vit bonde · h3 vit kung · a2 vit bonde · e1 vit springare | e6 svart bonde · f6 svart löpare · g6 svart bonde · h6 svart kung · a5 svart bonde · d5 svart bonde · f5 svart bonde · d4 vit bonde · f4 vit bonde · h4 vit bonde · b3 vit bonde · c3 svart bonde · e3 vit bonde · h3 vit kung · a2 vit bonde · e1 vit springare | e6 svart bonde · f6 svart löpare · g6 svart bonde · h6 svart kung · a5 svart bonde · d5 svart bonde · f5 svart bonde · d4 vit bonde · f4 vit bonde · h4 vit bonde · b3 vit bonde · c3 svart bonde · e3 vit bonde · h3 vit kung · a2 vit bonde · e1 vit springare | e6 svart bonde · f6 svart löpare · g6 svart bonde · h6 svart kung · a5 svart bonde · d5 svart bonde · f5 svart bonde · d4 vit bonde · f4 vit bonde · h4 vit bonde · b3 vit bonde · c3 svart bonde · e3 vit bonde · h3 vit kung · a2 vit bonde · e1 vit springare | 3 |
| 2 | e6 svart bonde · f6 svart löpare · g6 svart bonde · h6 svart kung · a5 svart bonde · d5 svart bonde · f5 svart bonde · d4 vit bonde · f4 vit bonde · h4 vit bonde · b3 vit bonde · c3 svart bonde · e3 vit bonde · h3 vit kung · a2 vit bonde · e1 vit springare | e6 svart bonde · f6 svart löpare · g6 svart bonde · h6 svart kung · a5 svart bonde · d5 svart bonde · f5 svart bonde · d4 vit bonde · f4 vit bonde · h4 vit bonde · b3 vit bonde · c3 svart bonde · e3 vit bonde · h3 vit kung · a2 vit bonde · e1 vit springare | e6 svart bonde · f6 svart löpare · g6 svart bonde · h6 svart kung · a5 svart bonde · d5 svart bonde · f5 svart bonde · d4 vit bonde · f4 vit bonde · h4 vit bonde · b3 vit bonde · c3 svart bonde · e3 vit bonde · h3 vit kung · a2 vit bonde · e1 vit springare | e6 svart bonde · f6 svart löpare · g6 svart bonde · h6 svart kung · a5 svart bonde · d5 svart bonde · f5 svart bonde · d4 vit bonde · f4 vit bonde · h4 vit bonde · b3 vit bonde · c3 svart bonde · e3 vit bonde · h3 vit kung · a2 vit bonde · e1 vit springare | e6 svart bonde · f6 svart löpare · g6 svart bonde · h6 svart kung · a5 svart bonde · d5 svart bonde · f5 svart bonde · d4 vit bonde · f4 vit bonde · h4 vit bonde · b3 vit bonde · c3 svart bonde · e3 vit bonde · h3 vit kung · a2 vit bonde · e1 vit springare | e6 svart bonde · f6 svart löpare · g6 svart bonde · h6 svart kung · a5 svart bonde · d5 svart bonde · f5 svart bonde · d4 vit bonde · f4 vit bonde · h4 vit bonde · b3 vit bonde · c3 svart bonde · e3 vit bonde · h3 vit kung · a2 vit bonde · e1 vit springare | e6 svart bonde · f6 svart löpare · g6 svart bonde · h6 svart kung · a5 svart bonde · d5 svart bonde · f5 svart bonde · d4 vit bonde · f4 vit bonde · h4 vit bonde · b3 vit bonde · c3 svart bonde · e3 vit bonde · h3 vit kung · a2 vit bonde · e1 vit springare | e6 svart bonde · f6 svart löpare · g6 svart bonde · h6 svart kung · a5 svart bonde · d5 svart bonde · f5 svart bonde · d4 vit bonde · f4 vit bonde · h4 vit bonde · b3 vit bonde · c3 svart bonde · e3 vit bonde · h3 vit kung · a2 vit bonde · e1 vit springare | 2 |
| 1 | e6 svart bonde · f6 svart löpare · g6 svart bonde · h6 svart kung · a5 svart bonde · d5 svart bonde · f5 svart bonde · d4 vit bonde · f4 vit bonde · h4 vit bonde · b3 vit bonde · c3 svart bonde · e3 vit bonde · h3 vit kung · a2 vit bonde · e1 vit springare | e6 svart bonde · f6 svart löpare · g6 svart bonde · h6 svart kung · a5 svart bonde · d5 svart bonde · f5 svart bonde · d4 vit bonde · f4 vit bonde · h4 vit bonde · b3 vit bonde · c3 svart bonde · e3 vit bonde · h3 vit kung · a2 vit bonde · e1 vit springare | e6 svart bonde · f6 svart löpare · g6 svart bonde · h6 svart kung · a5 svart bonde · d5 svart bonde · f5 svart bonde · d4 vit bonde · f4 vit bonde · h4 vit bonde · b3 vit bonde · c3 svart bonde · e3 vit bonde · h3 vit kung · a2 vit bonde · e1 vit springare | e6 svart bonde · f6 svart löpare · g6 svart bonde · h6 svart kung · a5 svart bonde · d5 svart bonde · f5 svart bonde · d4 vit bonde · f4 vit bonde · h4 vit bonde · b3 vit bonde · c3 svart bonde · e3 vit bonde · h3 vit kung · a2 vit bonde · e1 vit springare | e6 svart bonde · f6 svart löpare · g6 svart bonde · h6 svart kung · a5 svart bonde · d5 svart bonde · f5 svart bonde · d4 vit bonde · f4 vit bonde · h4 vit bonde · b3 vit bonde · c3 svart bonde · e3 vit bonde · h3 vit kung · a2 vit bonde · e1 vit springare | e6 svart bonde · f6 svart löpare · g6 svart bonde · h6 svart kung · a5 svart bonde · d5 svart bonde · f5 svart bonde · d4 vit bonde · f4 vit bonde · h4 vit bonde · b3 vit bonde · c3 svart bonde · e3 vit bonde · h3 vit kung · a2 vit bonde · e1 vit springare | e6 svart bonde · f6 svart löpare · g6 svart bonde · h6 svart kung · a5 svart bonde · d5 svart bonde · f5 svart bonde · d4 vit bonde · f4 vit bonde · h4 vit bonde · b3 vit bonde · c3 svart bonde · e3 vit bonde · h3 vit kung · a2 vit bonde · e1 vit springare | e6 svart bonde · f6 svart löpare · g6 svart bonde · h6 svart kung · a5 svart bonde · d5 svart bonde · f5 svart bonde · d4 vit bonde · f4 vit bonde · h4 vit bonde · b3 vit bonde · c3 svart bonde · e3 vit bonde · h3 vit kung · a2 vit bonde · e1 vit springare | 1 |
|   | a | b | c | d | e | f | g | h |   |

Det 17:e partiet blev avgörande för matchen. Fram dit hade matchen varit jämn men genom att vinna partiet gick Smyslov upp i en tvåpoängsledning.
Partiet avbröts i diagramställningen. Vits springare är tvungen att bevaka svarts c-bonde och vit kan inte förhindra att h-bonden faller. Trots det kunde Botvinnik inte hitta någon vinst för svart utan han bjöd remi (via sin sekundant). Smyslov hade gjort en bättre analys av ställningen och avböjde remibudet.
När partiet återupptogs trängde svarts kung in på kungsflygeln hela vägen ner till första raden med hjälp av dragtvångsmanövrar. Med ett mer aktivt spel på damflygeln hade vit kunnat rädda remi men han försvarade sig passivt och hamnade i en förlorad ställning.
Efter detta förlorade Botvinnik sitt självförtroende och matchen var i praktiken avgjord.